# Platycrater
Platycrater é um género botânico pertencente à família Hydrangeaceae.
1. ↑  «Platycrater — World Flora Online». www.worldfloraonline.org. Consultado em 19 de agosto de 2020